# Katedralen i Sisak

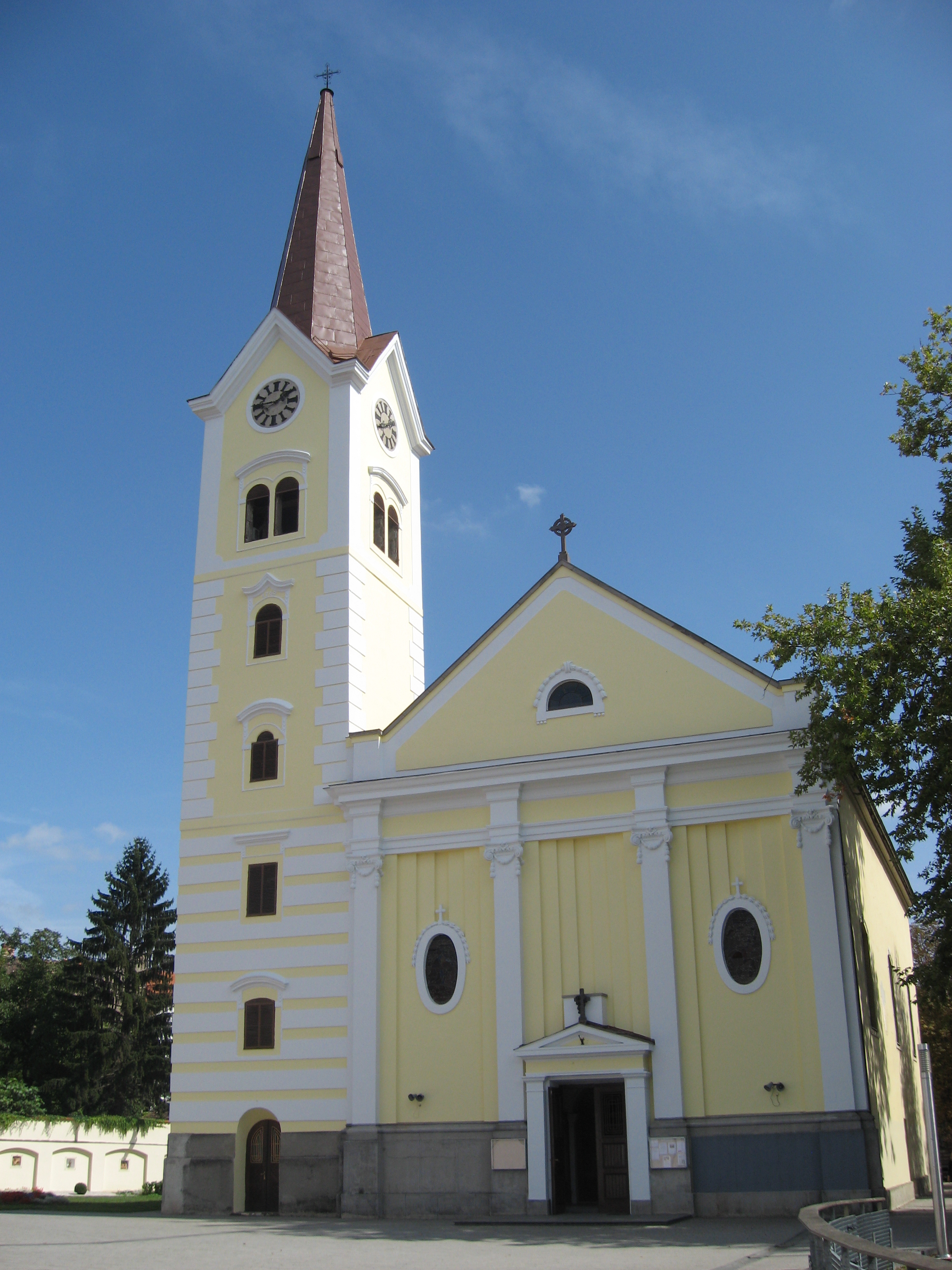
Katedralen i Sisak.

Katedralen i Sisak är en katedral i staden Sisak i centrala Kroatien. 

## Katedralen
Katedralen var en församlingskyrka fram till den 5 december 2009 då påven Benedictus XVI upphöjde Sisak till ett eget stift underställt Zagrebs ärkestift inom den romersk-katolska kyrkan i Kroatien. Katedralen är från 1700-talet och är byggd i barockstil. Efter en jordbävning 1909 ersattes gamla fasaden i barockstil med en ny.